# 산 파우스티노역
산 파우스티노 (San Faustino) 역은 이탈리아 북부 브레시아의 브레시아 지하철에 속한 역이다.
산 파우스티노는 브레시아 지하철 노선 내에서 브레시아 시내에 자리한 두 개의 역 중 북쪽에서 진입하는 방향으로는 첫번째 역이다. 브레시아 대학교와 가까우며 이곳 학생들이 주로 이용한다. 역 공사 당시 베네티아 성벽의 일부가 발굴되는 바람에 진행 속도가 느려지고 역 건물의 설계도 다시 뜯어고쳐야 했다. 이때 역 구조가 대대적으로 수정되면서 고대 성벽의 잔해를 온전히 보존, 역내 유리바닥을 통해 살펴볼 수 있도록 하였다. 하지만 이로 인해 역 승강장의 채광창 역할을 하는 유리 피라미드 구조물은 만들지 않게 되었다.

## 시설
이 역에는 다음과 같은 시설이 있다.
- 매표기

## 환승
- 버스 정류장